# Ilıcalar, Bingöl
Ilıcalar là một thị trấn thuộc thành phố Bingöl, tỉnh Bingöl, Thổ Nhĩ Kỳ. Dân số thời điểm năm 2010 là 3.466 người.